# Leichtathletik-Europameisterschaften 1958/400 m der Frauen

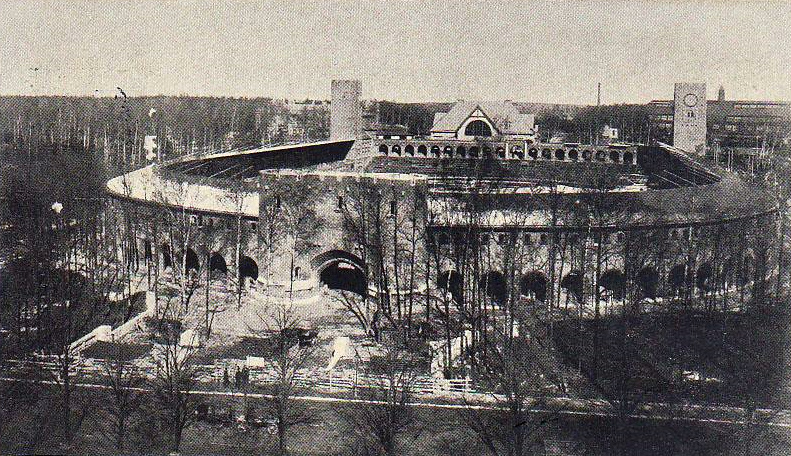
Ansichtskarte des Stockholmer Olympiastadions aus dem Jahr 1912

Der 400-Meter-Lauf der Frauen bei den Leichtathletik-Europameisterschaften 1958 wurde am 19. und 21. August 1958 im Stockholmer Olympiastadion ausgetragen. Der Wettbewerb stand erstmals auf dem Programm einer internationalen Meisterschaft. Es starteten nur zwölf Teilnehmerinnen.
Die Läuferinnen aus der Sowjetunion erzielten einen Doppelerfolg. Europameisterin wurde Marija Itkina. Sie gewann vor Jekaterina Parljuk. Bronze ging an die Britin Moyra Hiscox.

## Rekorde

### Bestehende Rekorde
| Weltrekord           | 53,6 s                                                                    | Marija Itkina                                                             | Moskau, Sowjetunion (heute Russland)                                      | 6. Juli 1957                                                              |
| Europarekord         | 53,6 s                                                                    | Marija Itkina                                                             | Moskau, Sowjetunion (heute Russland)                                      | 6. Juli 1957                                                              |
| Meisterschaftsrekord | Der Wettbewerb stand erstmals auf dem Programm von Europameisterschaften. | Der Wettbewerb stand erstmals auf dem Programm von Europameisterschaften. | Der Wettbewerb stand erstmals auf dem Programm von Europameisterschaften. | Der Wettbewerb stand erstmals auf dem Programm von Europameisterschaften. |

### Erster Meisterschaftsrekord / Rekordverbesserung
- Einen ersten EM-Rekord stellte die spätere Siegerin Marija Itkina aus der UdSSR im ersten Vorlauf am 19. August mit 54,0 s auf.
- Im Finale am 21. August verbesserte sie diesen Rekord auf 53,7 s.

Zu ihrem eigenen Welt- und Europarekord fehlte ihr lediglich eine Zehntelsekunde.

## Vorrunde
19. August 1958, 16.00 Uhr
Die Vorrunde wurde in zwei Läufen durchgeführt. Die ersten drei Athletinnen pro Lauf – hellblau unterlegt – qualifizierten sich für das Finale.

### Vorlauf 1

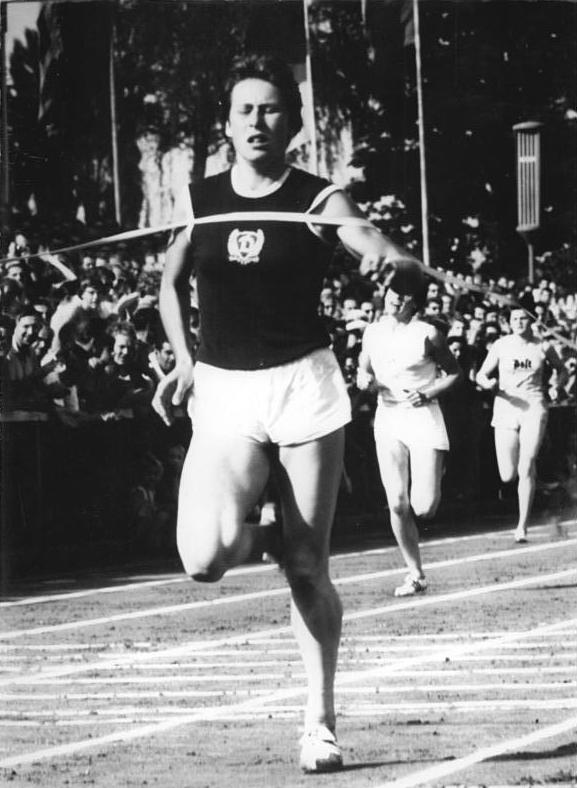
Bärbel Mayer, spätere Bärbel Reinnagel, schied nach Platz vier im ersten Vorlauf aus

| Platz | Name             | Nation         | Zeit         |
| ----- | ---------------- | -------------- | ------------ |
| 1     | Marija Itkina    | Sowjetunion    | 00054,0 s CR |
| 2     | Shirley Pirie    | Großbritannien | 56,2 s       |
| 3     | Ida Németh       | Ungarn         | 56,8 s       |
| 4     | Bärbel Mayer     | Deutschland    | 57,7 s       |
| 5     | Lesley MacKinnon | Großbritannien | 58,2 s       |
| 6     | Gül Çıray        | Türkei         | 1:00,8 min   |

### Vorlauf 2
| Platz | Name               | Nation         | Zeit (s) |
| ----- | ------------------ | -------------- | -------- |
| 1     | Jekaterina Parljuk | Sowjetunion    | 55,4     |
| 2     | Wera Muchanowa     | Sowjetunion    | 55,7     |
| 3     | Moyra Hiscox       | Großbritannien | 55,7     |
| 4     | Maria Jeibmann     | Deutschland    | 55,9     |
| 5     | Beata Żbikowska    | Polen          | 57,2     |
| 6     | Jytte Kort         | Dänemark       | 57,9     |

## Finale

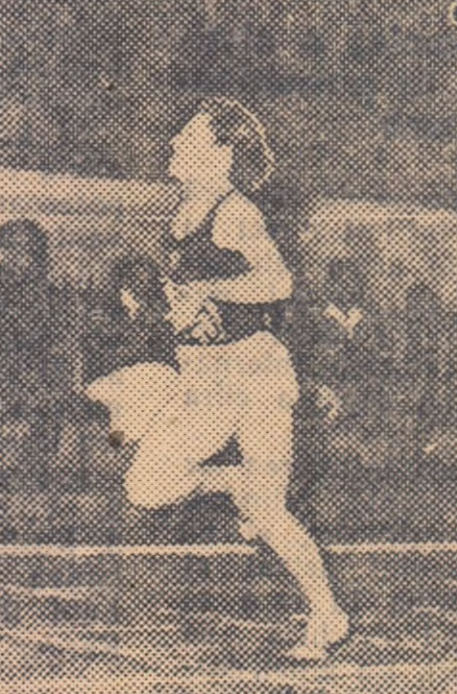
Marija Itkina – nach ihrem EM-Sieg 1954 über 200 Meter erste Europameisterin über 400 Meter

21. August 1958, 18.25 Uhr
| Platz | Name               | Nation         | Zeit (s) |
| ----- | ------------------ | -------------- | -------- |
| 1     | Marija Itkina      | Sowjetunion    | 53,7 CR  |
| 2     | Jekaterina Parljuk | Sowjetunion    | 54,8     |
| 3     | Moyra Hiscox       | Großbritannien | 55,7     |
| 4     | Shirley Pirie      | Großbritannien | 55,7     |
| 5     | Wera Muchanowa     | Sowjetunion    | 56,3     |
| 6     | Ida Németh         | Ungarn         | 56,3     |